# Pando (Uruguay)
Pando es una ciudad uruguaya del departamento de Canelones dentro del Área Metropolitana de Montevideo, a 32 km de la misma, sobre la ruta 8. Constituye un importante centro comercial e industrial en la zona este del conglomerado metropolitano. Su ubicación le permite una fluida comunicación carretera, no solo con la capital del país, sino con el resto del Departamento de Canelones.

## Población
Según el censo del año 2023 la ciudad cuenta con una población de 31 191 habitantes.
| 7 927          | 12 876 | 16 406 | 19 795 | 23 384 | 24 004 | 25 949 | 31 191 |
| (Fuente: INE ) |        |        |        |        |        |        |        |

## Zonas de Pando y atractivos
En el centro de la ciudad se pueden encontrar comercios, la parroquia, la plaza, instituciones educativas, y clubes deportivos. Entre estos últimos se destacan el Club Urupan ubicado entre las calles Wilson Ferreira Aldunate e Ituzaingó y el Centro de Protección de Choferes de Pando y zona este de Canelones cuya sede social está ubicada entre las calles Piovene e Independencia . 
Sobre la vía férrea se encuentra el Centro Cultural Pando Concejal Alcides García Mallarine (CCP), y la estación de tren. 
La ciudad cuenta con el parque nacional Gral. Artigas, también conocido como Parque Pando.

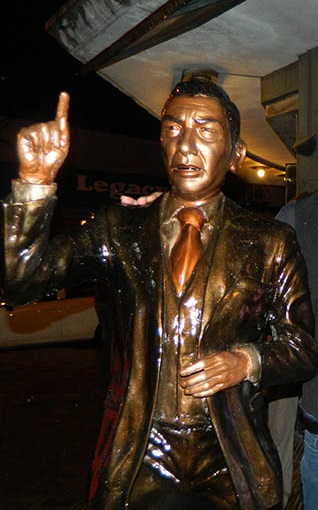
Escultura de Alfredo Zitarrosa realizada por Alberto Morales Saravia.

Sobre Avenida Artigas se inauguró el 1 de abril de 2016 una escultura en homenaje al cantautor uruguayo Alfredo Zitarrosa, creación del artista plástico Alberto Morales Saravia.
Pertenece a esta ciudad el Club Atlético Cinco Esquinas (CACE) fundado el 8 de noviembre de 1934. 

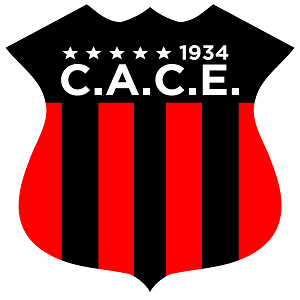
Escudo del Club Atlético Cinco Esquinas (CACE)

### Puente de los Treinta y Tres
Primer puente carretero del país.

### Parque Científico y Tecnológico de Pando
El Parque Científico y Tecnológico de Pando , creado por el artículo 251 de la Ley 18.362 de 2008, es entidad pública de derecho privado que surge con el propósito de ser un espacio articulador entre el sector empresarial, que apuesta por la innovación en Uruguay, y el sector científico capaz de desarrollar productos y procesos para la mejora de la competitividad en los mercados nacionales e internacionales.
Un parque científico estimula y gestiona el flujo de conocimiento y tecnología entre universidades, instituciones de investigación, empresas y mercados; impulsa la creación y el crecimiento de empresas innovadoras mediante mecanismos de incubación y de generación centrífuga , y proporciona otros servicios de valor añadido, así como espacio e instalaciones de gran calidad. 
Único en el país este parque se encuentra en la zona del Bypass de Pando. 

### Data Center Antel
Tiene como objetivo dar respaldo y brindar seguridad a los activos digitales de empresas de la región. Además, ofrece un mejor acceso a tecnologías de almacenamiento de gran capacidad en la nube para usuarios particulares. Otra de sus funciones primordiales es albergar una sala de informática y sus áreas de soporte.

### Planta Logística Postal
A cargo del Correo Uruguayo En un espacio de 8.500 metros cuadrados la PLP incorpora una máquina sorter clasificador con la más alta tecnología para el procesamiento postal.
El sorter cuenta con escáneres que miden, pesan y registran cada envío, generando valiosa información.
Dicha tecnología permite clasificar 3.000 paquetes por hora, optimiza los procesos de clasificación, distribución y facturación de forma automatizada. Asimismo, facilita el trabajo con zonas de distribución dinámica, adaptada a los volúmenes diarios.

Ubicado a metros del Data Center de Antel es fundamental para optimizar los procesos y tiempos de entrega de Correo Uruguayo

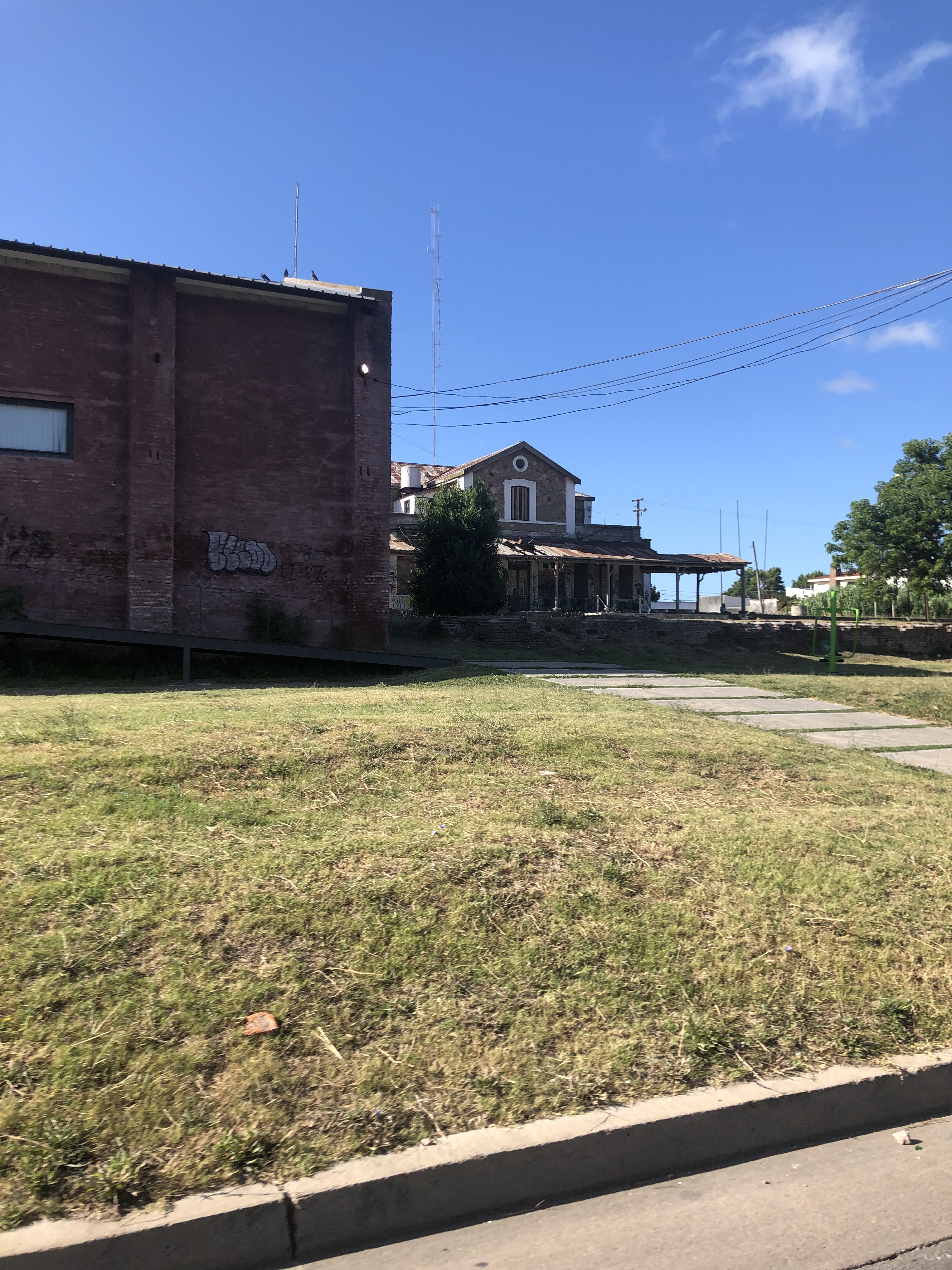
Estación Pando y Centro Cultural

## Hechos históricos

### La toma de Pando
Un episodio muy singular en la historia de Pando lo constituyó una acción guerrillera el 8 de octubre de 1969; ese día, la guerrilla del Movimiento de Liberación Nacional - Tupamaros tomó por asalto la ciudad de Pando, en una muestra de su poder insurgente.

### Hallazgo de los restos mortales de Ubagésner Chávez Sosa
El 29 de noviembre de 2005, en un predio de la ciudad denominado "Chacra de Pando" antropólogos forenses encuentran los restos del obrero metalúrgico y militante comunista Ubagésner Chávez Sosa desaparecido durante la dictadura cívico-militar en el año 1976.

## Pandenses famosos
- Héctor García Dornell, pintor (entre sus obras está el "Mural conmemorativo de los 225 años de la ciudad de Pando", en la pared de la Expo en General Artigas y la vía)
- Domingo Giribaldo, químico, nominado al Premio Nobel en su disciplina.
- Abel Hernández, futbolista.
- Ferruccio Musitelli, fotógrafo y director de cine.
- Mauricio Navarro, actor.
- Máximo Santos, militar y presidente.
- Armonía Somers, escritora.
- Lek, rapero.
- Turín, rapero.
- Elbio Papa, futbolista.
- Gustavo Parodi, Músico, exguitarrista de Los Estómagos y actual guitarrista de los Buitres después de la una.
- Tina Ferreira, periodista, artista, vedette y emprendedora.
- Gustavo Dalto, futbolista y entrenador.
- Maximiliano Silvera, futbolista.

## Educación
En la ciudad de Pando funcionan diversos centros de educación de los tres niveles de enseñanza. 

### Instituciones
- Escuela No. 112

- Escuela No. 111

- Escuela No. 194

- Escuela No. 165

- Escuela No. 274

- Escuela Especial No 198

- Escuela No 195

- Escuela No 296

- Escuela técnica de Pando
- Liceo María Julia Hernández De Ruffinatti ( N°2)
- Liceo Doctor Luis A. Brause (N°1)

- Colegio y Liceo Nuestra Señora del Huerto

- Colegio Crecemos

- Colegio San Luis
- Instituto de Formación Docente

## Cultura

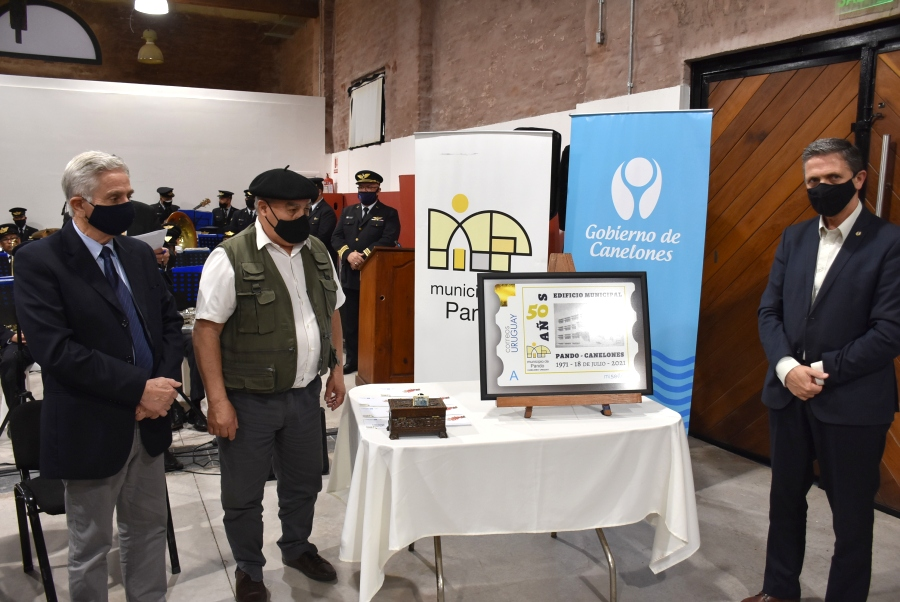
Presentación del sello

El 5 de octubre de 2021 al conmemorarse el cincuenta aniversario de la construcción del edificio de la Junta Local (actual Municipio) fue emitido por parte del instituto de filatelia de la Administración Nacional de Correos el primer sello dedicado a la ciudad, de porte A. El mismo fue presentado en el Centro Cultural de Pando con presencia del alcalde  Alcides Pérez y otras autoridades.
El 3 de setiembre de 2022 se realizó la competencia de freestyle-rap Expression Freestyle, en el Centro Cultural Pando Concejal Alcides García Mallarine (CCP). Dicho evento cobró notoria importancia entre los jóvenes y sentó las bases para que una nueva generación de artistas de Pando y alrededores se dieran a conocer en la localidad.
El 12 de octubre de 2022 con motivo de celebrarse el 125 aniversario del Club Social de Pando, el correo uruguayo emitió un nuevo sello postal, el mismo con circulación porte A.